# Lars Hall
Lars Hall (n. 30 aprilie 1927, Karlskrona, Comitatul Blekinge, Suedia – d. 26 aprilie 1991, Täby⁠(d), Comitatul Stockholm, Suedia) a fost un sportiv ce a reprezentat Suedia, medaliat olimpic. A participat la 2 ediții ale Jocurilor Olimpice (1952, 1956) în care a câștigat două medalii de aur.